# Цыплетев, Иван Елизарович
Иван Елизарович Цыплетев — ближний думный дьяк Разрядного и Посольского приказов при правлении Ивана IV Васильевича Грозного.

## Биография
Происходил из древнего дворянского рода Цыплятевых. 

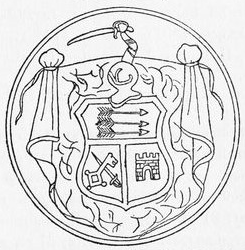
Герб рода Цыплятевых

Сын думного дьяка Елизара Ивановича Цыплетева.
При жизни своего отца, который последний раз отмечен в 1545 году, в исторических документах не упоминается. В июле 1547 года упомянут в царской свите в государевом походе к Коломне, в связи с крымской угрозою. В этом же году участвует в чине дьяка в государевом Казанском походе во Владимир. В 1549—1550 годах он уже стоит во главе дьяков и подписывается под указом о разрядных воеводах в качестве думного дьяка Разрядного приказа. В июле 1553 года вновь в государевом походе к Коломне. В июне и июле 1555 года участвует в походе в связи с Судьбищенской битвой. В этом же году при его участии составлена Государева родословная книга, состоящая из сорока трёх глав и заканчивается родом Адашевых, при этом подлинный Государев родословец и Государева разрядная книга называется — «Елизаровскими». В эти года принимал активное участие в реорганизации Разрядного приказа. В 1556 году Иван Елизарович упоминается в списке дьяков, бывших с Государём и управлял Посольским приказом.
Перед смертью Иван Елизарович постригся в монахи, приняв, как и его отец, имя — Евфимия. В 1568 году, будучи монахом сделал крупный вклад в монастырь: 400 рублей денег, село Раменье с деревнями, три иконы в церковь, золотой крест, а в нём древо животворящее, два креста серебряных больших с мощами, пять церковных книг и.т.д
После Ивана Елизаровича осталось большое состояние, начало которому положил его отец и дед Иван Дмитриевич. Записи кормовой книги Кирилло-Белозёрского монастыря подробно знакомят с размерами этого состояния.
Иван Елизарович умер около 1569 года.